# Oreste Puliti
Oreste Puliti (Livorno, 18 febbraio 1891 – Lucca, 5 febbraio 1958) è stato uno schermidore italiano, specializzato nel fioretto e nella sciabola.
Fu uno dei più grandi schermidori degli anni venti, eccelleva sia nella sciabola che nel fioretto, vincitore di sei medaglie olimpiche, cinque d'oro ed una d'argento.

## Biografia
Oreste Puliti formatosi presso il Circolo Scherma Fides di Livorno, fu allievo di Beppe Nadi e compagno di sala di Aldo Nadi, Nedo Nadi e altri, nella sua carriera ha collezionato trofei e vittorie nelle maggiori competizioni internazionali. Nel 1919, dopo la prima guerra mondiale, vinceva a Joinville (Parigi) il torneo interalleato sia nella sciabola che nel fioretto. Le prime medaglie olimpiche arrivarono ai Giochi della VII Olimpiade di Anversa del 1920, presso i quali conquistò la medaglia d'oro nei concorsi a squadre di sciabola e fioretto, nelle cui gare individuali si piazzò rispettivamente quarto e settimo.
Quattro anni dopo ai Giochi della VIII Olimpiade di Parigi riconquistò l'oro a squadre di sciabola, ma la squadra di fioretto giunse quarta. A livello individuale partecipò solo alla gara fioretto perché la squadra fu ritirata per protesta verso la decisione di un arbitro.
Nella sciabola, quattro italiani furono sorteggiati nello stesso girone e si misero d’accordo per favorire il più forte, ovvero Puliti, lasciandogli vincere agilmente gli scontri diretti. L'arbitro Kovacs, che nel fioretto a squadre aveva preso una decisione controversa contro Aldo Boni, protestò e la giuria gli diede ragione. Puliti si scagliò contro l’ungherese: «Vieni fuori, così risolviamo la questione a bastonate come facciamo noi fascisti», disse. Italo Santelli, allenatore degli ungheresi, tradusse in lingua magiara, Kovacs riferì alla giuria e Puliti venne squalificato. Due giorni dopo Puliti schiaffeggiò Kovacs e i due si affrontarono a duello a Nagykanizsa: dopo oltre trenta assalti in più di un'ora, la sfida finì con il ferimento di entrambi.
Nel 1927 partecipò al Campionato internazionale di scherma vincendo l'oro nel fioretto individuale. Ai Giochi della IX Olimpiade di Amsterdam del 1928 si aggiudicò altre due medaglie a squadre: la terza d'oro consecutiva nella sciabola e l'argento nel fioretto, dove si piazzò nuovamente quarto nella gara individuale. Il 1929 fu l'anno dell'ultima apparizione in ambito internazionale, ripartecipa ai campionati europei, a Napoli di fioretto individuale e al Campionato internazionale di scherma.
Nel 1930 partecipa ai campionati mondiali a squadre riconquistando entrambi i titoli dove conquistò l'oro in entrambe le competizioni di fioretto. I mondiali di Ostenda furono la sua ultima apparizione sui palcoscenici internazionali. Oreste Puliti muore a Lucca il 5 febbraio 1958.

## Palmarès
In carriera ha ottenuto i seguenti risultati:

### Giochi olimpici
Individuale
A squadre
- Oro nel fioretto ad Anversa 1920
- Oro nella sciabola ad Anversa 1920
- Oro nella sciabola a Parigi 1924
- Oro nel fioretto a Amsterdam 1928
- Argento nella sciabola a Amsterdam 1928

### Mondiali
Individuale
- Oro nel fioretto a Vichy 1927
- Oro nel fioretto a Napoli 1929

A squadre
- Oro nel fioretto a Napoli 1929

### Campionati italiani
Individuale
- Oro nel fioretto nel 1921
- Oro nella sciabola nel 1921
- Oro nella sciabola nel 1922
- Oro nel fioretto nel 1923
- Oro nella sciabola nel 1923

A squadre